# ミッシェル・ベルナルク
ミッシェル・ベルナルク（フランス語: Michel Bernholc, 1941年 - 2002年6月5日）はフランス人の音楽家・編曲家である 。

## 来歴
パリで出生。1970年代 - 80年代にフランス音楽界でシンガーソングライターや大物歌手といった若手のアーティストと組んでおおいに活躍した。多くの曲をオーケストラ用に編曲し、次のようなアーティストたちのレコードの全曲を書いたりもしている（ミッシェル・ベルジェー、ヴェロニク・サンソン、フランソワーズ・アルディ、フランス・ギャル、ミシェル・ジョナス、カトリーヌ・ララ、ジュリアン・クレール、ジャン＝ジャック・ゴルドマン、アラン・シャンフォー、クロード・フランソワ、ミシェル・サルドー、ジルベール・ベコー、ミシェル・デルペッシュ、等々）。日本では五輪真弓の編曲で知られる。
ミッシェル・ポルナレフとは幼馴染だった。ベルナルクはパリ国立音楽院で学び、ピアノ、ソルフェージュ、和声学の部門で一等賞を得ている。最初は、コンサート奏者としてのキャリアを積んだが、ミッシェル・ベルジェーと出会って以来、その頃はやりの音楽をやるアーティストたちの世界へと入っていった。
彼はシャンソン界の一流歌手のために多くの編曲をしたが、しばしばピアノのパートは自分で受け持った。
彼はミュージカルを管弦楽用に編曲した、例えばミッシェル・ベルジェーのために「スターマニア」を、また1992年のジャン＝ジャック・ドゥブの「ポールとヴィルジニー」もそうである。
また、ヨーロッパ1（ラジオ）の劇伴・BGMを受け持ち、映画（「日焼けした連中」）やテレビ（「マギー」）の音楽も書いた。
2002年6月5日、自殺した。

## リンク
- インターネット映画データベース